# Moerenvaart
De Moerenvaart (Frans: Canal des Moëres) is een vaart in het Franse Noorderdepartement. 
Deze vaart, die 10,8 km lang is, verbond de Ringsloot van de droogmakerij De Moeren via het grondgebied van Uksem en Tetegem met de sluizen te Nieuw-Koudekerke. Behalve als afwateringskanaal voor de polder De Moeren werd dit kanaal ook gebruikt voor de aanvoer van turf naar Duinkerke. Tegenwoordig wordt de vaart onder het Kanaal Nieuwpoort-Duinkerke door geleid om vervolgens in een afvoerkanaal te worden gepompt.